# بوتيتو ستاراشي
بوتيتو ستاراشي (بالإيطالية: Potito Starace)‏ هو لاعب كرة مضرب إيطالي.

## روابط إضافية
- بوتيتو ستاراشي على موقع رابطة محترفي التنس (الإنجليزية)
- بوتيتو ستاراشي على موقع الاتحاد الدولي لكرة المضرب (الإنجليزية)
- بوتيتو ستاراشي على موقع كأس ديفيز (الإنجليزية)
- بوتيتو ستاراشي على موقع خلاصة التنس.كوم (الإنجليزية)
- بوتيتو ستاراشي على موقع إي إس بي إن.كوم (الإنجليزية)
- بوتيتو ستاراشي على موقع أوليمبيديا (الإنجليزية)
- Starace Recent Match Results
- Starace World Ranking History